# Jungle Justice
Jungle Justice è un cortometraggio muto del 1915 diretto da William Robert Daly. Di ambientazione esotica, usando i luoghi e gli animali dello zoo di William Nicholas Selig, il film aveva come interpreti Fritzi Brunette, Earle Foxe, Al W. Filson.

## Trama
Il cacciatore James Clinton vive nella giungla insieme a sua figlia Nell, innamorata del capitano Trent. Le cose però non vanno bene tra Clinton e Kahale, un capo tribù locale, che lo vuole tenere lontano dalle sue terre. Intanto Nell riceve la visita di sua cugina Laura che fa subito innamorare di lei Trent. La ragazza flirta anche con Kahale ma questi, quando la chiede in moglie, viene scacciato da Clinton e da Trent. L'indigeno se ne va giurando vendetta. Mentre Nell soffre in silenzio, la cugina continua imperterrita a civettare con Trent. Kahale coglie l'occasione per rapire Laura che lega a un albero della giungla dove, poi, viene trovata dai soccorritori ormai morta.

## Produzione
Il film fu prodotto dalla Selig Polyscope Company.

## Distribuzione
Distribuito dalla General Film Company, il film - un cortometraggio in una bobina - uscì nelle sale cinematografiche statunitensi il 16 dicembre 1915.